# Willeiana nigricula
Willeiana nigricula är en insektsart som först beskrevs av Henry Fairfield Osborn 1926.  Willeiana nigricula ingår i släktet Willeiana och familjen dvärgstritar. Inga underarter finns listade i Catalogue of Life.